# Pomnik 15. Pułku Ułanów Poznańskich
Pomnik 15. Pułku Ułanów Poznańskich (w okresie międzywojennym także: Pomnik poległych ułanów) – pomnik w formie kolumny, zlokalizowany w Poznaniu przy ul. Ludgardy róg Paderewskiego, bezpośrednio przy zabudowaniach klasztoru franciszkanów i Muzeum Narodowego, na łagodnym południowym skłonie Góry Przemysła.

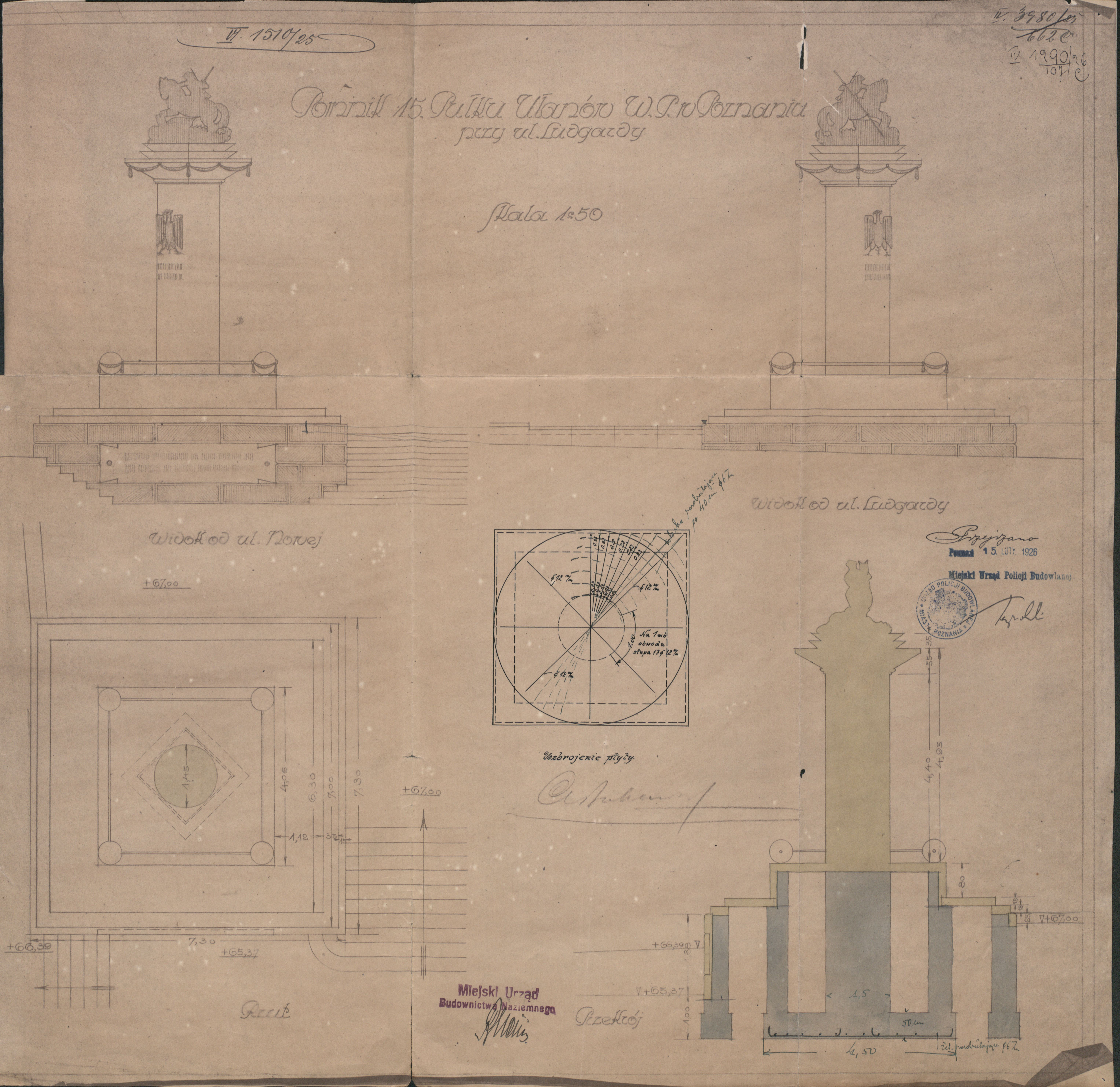
Plan pomnika z 15 lutego 1926 r. (miejsce przechowywania: Archiwum Państwowe w Poznaniu)

Pomnik upamiętnia czyn zbrojny żołnierzy 15 Pułku Ułanów Poznańskich, walczącego m.in. z bolszewikami w 1920 oraz w 1939 w ramach Armii Poznań. Obelisk zaprojektowali: uczeń Xawerego Dunikowskiego - Mieczysław Lubelski (rzeźba) oraz Adam Ballenstaedt (cokół), a odsłonięto go w 1927 (ponownie w 1982 po zniszczeniu przez nazistów w 1939). Kopię pierwotnej figury ułana walczącego ze smokiem wyrzeźbili Józef Murlewski oraz Benedykt Kasznia. Pierwotnie, przed II wojną światową, smok dysponował czapką z czerwoną gwiazdą – symbolem bolszewizmu. Obiekt pierwotnie miał stanąć przy koszarach ułanów przy ul. Grunwaldzkiej (obecnie osiedle City Park), ale z uwagi na wolę Poznaniaków stanął na bardziej reprezentacyjnym miejscu. W uroczystościach odsłonięcia udział wzięli m.in. generałowie Kazimierz Sosnkowski i Władysław Anders. Obraz na ten temat namalował Adam Batycki.
W 1982 pomnik odsłonił prezydent Andrzej Wituski w towarzystwie ułanów, kombatantów, harcerzy, a także sekretarza komitetu wojewódzkiego PZPR Macieja Olejniczaka i prezesa komitetu wojewódzkiego ZSL Tadeusza Zająca. Udekorowano wówczas sztandar 15. Pułku Ułanów Odznaką Honorową Miasta Poznania.
Pomnik jest jednym z najistotniejszych w Poznaniu miejsc, w których przeprowadzane są różnego rodzaju capstrzyki i uroczystości patriotyczne, np. podczas Dni Ułana.